# Che ora è
Che ora è és una pel·lícula italiana del 1989 dirigida per Ettore Scola i protagonitzada per Massimo Troisi i Marcello Mastroianni.

## Argument
Michele és un jove napolità, graduat en Lletres, que està a punt d'acabar el seu servei militar a Civitavecchia. A la ciutat del Lazio, Michele ha construït un petit món de relacions que ha abraçat i acollit la seva tendència existencial una mica tímida i reservada i, en tot cas, poc inclinada a la recerca de l'afirmació, la visibilitat i l'èxit personal.
El pare de Michele, un advocat romà consumat, passa per una visita fugaç a Civitavecchia, intentant retrobar-se amb el seu fill desatès durant molt de temps.
El pare intenta a la seva manera compensar els anys d'absència intentant congratular-se amb les atencions del seu fill i mostrant irritantment regals de luxe que ja ha preparat per Michele a Roma, però gira la seva preocupació en irritació quan s'adona que les seves atencions i regals només són una font de vergonya per al jove soldat. En canvi, un rellotge de plata vell és el regal que Michele demostra que estima, un rellotge que va pertànyer al seu avi ferroviari que li recorda moments de calidesa familiar, gestos senzills viscuts en la infància.
Durant les llargues hores de la reunió, pare i fill, condicionats per malentesos mutus, sovint discuteixen i després s'apropen de nou. Els intents afectuosos i paterns de l'advocat per conèixer el seu fill i fer tot el possible per ell es tornen realment intrusius i patètics quan tots dos van a casa de Loredana, una noia del barri amb qui Michele manté un vincle sentimental feble i incert però que en canvi és sotmesa a un intens interrogatori per part del pare.
Les tensions entre ambdós desemboquen en l'enfrontament quan finalment el pare entén amb ràbia que les seves expectatives envers un fill desconegut estan lluny de la realitat del jove, que, encara que lentament i amb incertesa, avança de manera independent en direccions totalment oposades. La ira aviat porta a la gelosia cap a la seva dona, tant és així que el pare confia a Michele sobre una traïció comesa per la seva mare. El jove continua indignat, abandonant-lo a l'estació, on el seu pare espera el tren cap a Roma.
L'ancià advocat està sol quan Michele l'acompanya de nou al tren. Els dos finalment resolen les dificultats de la trobada i s'abandonen pacíficament a un joc infantil en què Michele, imitant els gestos del seu avi patern, treu el rellotge de plata de la seva jaqueta i respon orgullós i rígid a la pregunta: Quina hora és?

## Repartiment
- Massimo Troisi: Michele, el fill
- Marcello Mastroianni: Raffaele el pare
- Anne Parillaud: Loredana
- Renato Moretti: el senyor Pietro
- Lou Castel: el pescador mut

## Producció
Les parts militars internes es van filmar a la seu del 13è Grup d'Artilleria de Camp "Magliana", local de la Primera Bateria, Caserma Piave, part de la Brigada Mecanitzada Granaders de Sardenya.

## Premis
- 1989 - Festival de Cinema de Venècia[3][4]
  - Copa Volpi per la millor interpretació masculina per Marcello Mastroianni i Massimo Troisi
  - Premi Pasinetti al millor actor a Massimo Troisi
  - Premi OCIC a Ettore Scola
  - Nominació al Lleó d'Or a Ettore Scola
- 1990 - David di Donatello
  - Nominació Millor actor principal a Massimo Troisi
  - Nominació Millor fotografia a Luciano Tovoli
  - Nominació Millor músic a Armando Trovajoli
- 1990 - Nastro d'argento
  - Candidatura Director de la millor pel·lícula a Ettore Scola
  - Candidatura Millor actor principal a Massimo Troisi i Marcello Mastroianni
- 1990 - Ciak d'oro
  - Millor pòster[5]